# Kobišnica
Kobišnica (kyrillisch Кобишница) ist ein Dorf in der Opština Negotin und im Bezirk Bor in Ostserbien.

## Geographie

### Lage
| Negotin  | Samarinovac                                 | Radujevac |
| Čubra    | Kompassrose, die auf Nachbargemeinden zeigt | Pristol   |
| Mokranje | Veljkovo                                    | Bregovo   |

Kobišnica liegt im Dreiländereck Bulgarien-Serbien-Rumänien, und nur ein paar Kilometer von der Donau entfernt. Es ist die einzige Ortschaft Serbiens, die eine gemeinsame Grenze mit sowohl einer bulgarischen als auch einer rumänischen Ortschaft hat. Das Dorf ist mit dem Dorf Bukovče verbunden und liegt am Fluss Jasenička Reka.

## Geschichte
Die ersten Häuser wurden bereits im 15. und 16. Jahrhundert auf der heutigen Stelle des Dorfes erbaut. Über die weitere Geschichte des Dorfes ist nichts bekannt.
Die Dörfer Kobisnica und Bukovce bildeten bis zum Ende des Ersten Weltkrieges eine Gemeinde die den Namen Turbuhinovo trug. Nach 1914 wurden aus Turbuhinovo die zwei Dörfer Kobisnica und Bukovce gegründet.

## Einwohner
Laut Volkszählung 2002 (Eigennennung) lebten 1355 Einwohner in diesem Dorf.
Weitere Volkszählungen:
- 1948: 2854
- 1953: 2935
- 1961: 2915
- 1971: 2876
- 1981: 2778
- 1991: 2507